# Tavia lyga
Tavia lyga är en fjärilsart som beskrevs av Louis Beethoven Prout 1927. Tavia lyga ingår i släktet Tavia och familjen nattflyn. Inga underarter finns listade i Catalogue of Life.